# 弗萊施

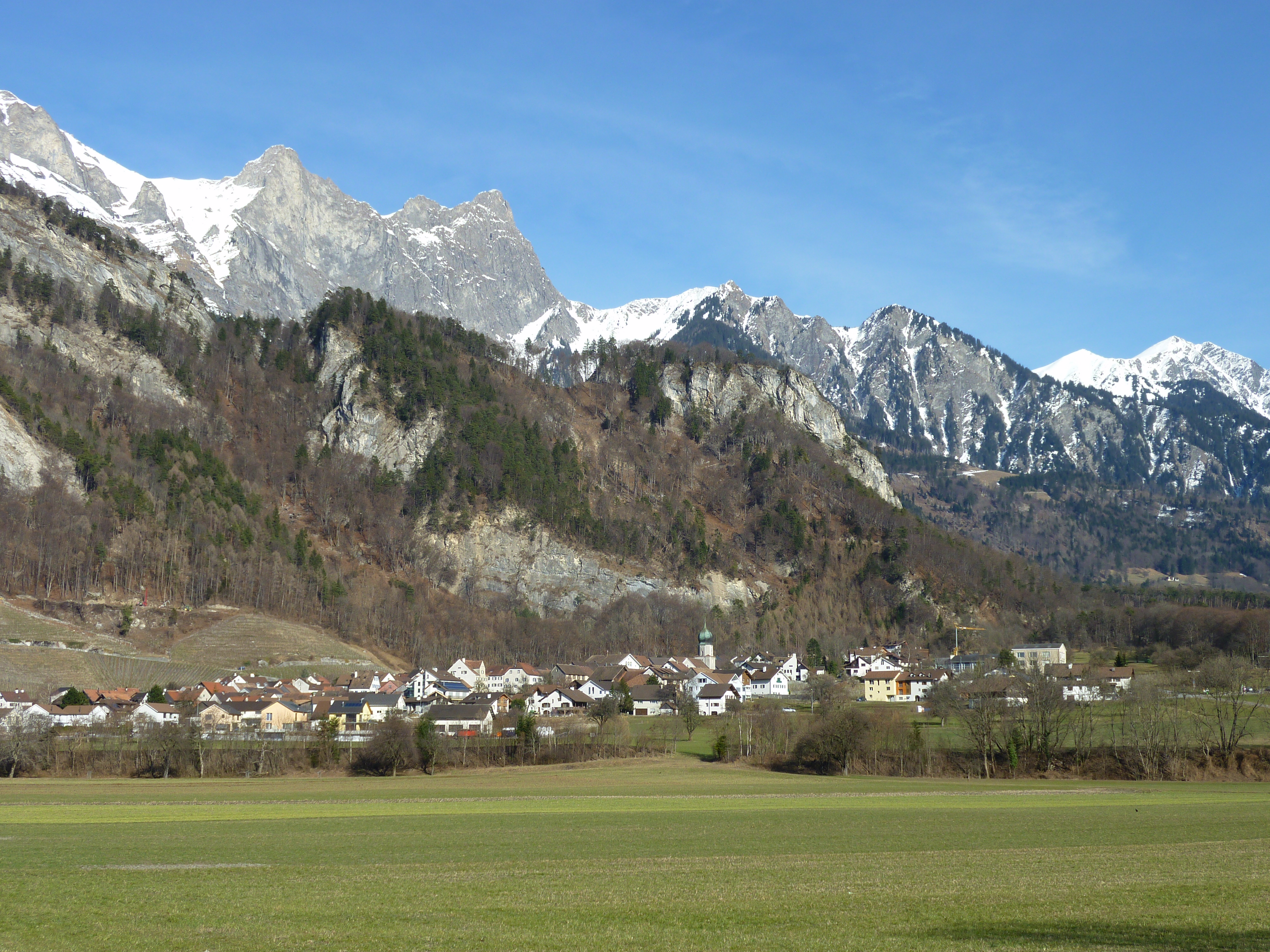

弗萊施（Fläsch）是瑞士的城鎮，位於該國東部，由格勞賓登州負責管轄，面積19.94平方公里，海拔高度528米，2011年人口593，約七成居民信奉基督教，人口密度每平方公里30人。

## 外部連結
- Official Web site （页面存档备份，存于）

47°02′23″N 9°31′59″E / 47.03974°N 9.53303°E